# 가마타 요시나오
가마타 요시나오(일본어: 釜田 佳直, 1993년 10월 26일 ~ )는 일본의 전 프로 야구 선수이다. 이시카와현 고마쓰시 출신이며 현역 시절 포지션은 투수였다.

## 인물

### 프로 입단 전
이시카와현 고마쓰시에서 태어나 중학교 시절에는 연식 야구부에 소속되어 있었다. 중학교 1학년 때까지는 포수였지만, 사이토 유키와 다나카 마사히로의 투수전이 된 제88회 전국 고등학교 야구 선수권 대회 결승전에서 연장 15회 접전 끝에 무승부로 끝난 모습을 텔레비전을 통해 지켜보며 사이토와 다나카의 활약상에 매료되었다. 다음날에 열린 재경기에서는 구장에 직접 찾아가 관전했고 그 후 감독에게 호소하면서 투수로 전향했다.
가나자와 고등학교에서는 1학년 봄부터 공식전에 등판해 가을에는 에이스가 되었고 2학년 때 가을에 열린 메이지 진구 야구 대회에 출전했다. 3학년 때 춘계 대회인 제83회 선발 고등학교 야구 대회에서는 우승 후보로 유력하게 거론되었지만 1차전 상대인 가코가와키타 고등학교한테 0대 4로 패했고 여름에 열린 제93회 전국 고등학교 야구 선수권 대회에서 1차전 상대인 이세 공업고등학교전에서는 4대 0으로 승리했다. 2차전인 세이코가쿠인 고등학교와의 경기에서는 사이우치 히로아키와의 투수전을 펼친 끝에 4대 2로 승리했지만 3차전인 나라시노 고등학교한테 1대 2로 패했다. 고시엔 대회 통산 성적은 34이닝, 평균자책점 1.32, 40개의 탈삼진을 기록했다.
그 후, 제9회 아시아 청소년 야구 선수권 대회의 일본 대표팀 선수로 발탁되어 2이닝을 무실점으로 호투하는 등 팀의 금메달 획득에 기여했고 2011년 프로 야구 드래프트 회의에서 도호쿠 라쿠텐 골든이글스로부터 2순위 지명을 받아 11월 9일에 계약금 5,000만 엔, 연봉 600만 엔으로 입단 계약을 맺었다. 등번호는 21번.

### 프로 입단 후

#### 2012년
시즌 개막은 2군에서 맞이했는데 당초에는 구원 요원이었지만 4월 29일 홋카이도 닛폰햄 파이터스전에 선발로 첫 등판하면서 4이닝까지 피안타 1개와 무실점으로 호투했고 5월 5일의 도쿄 야쿠르트 스왈로스전에서는 두 번째로 선발 등판해 6이닝까지 무안타와 무실점으로 처리하는 등 서서히 두각을 나타냈다. 5월 12일 요코하마 DeNA 베이스타스전에서는 5이닝까지 8개의 피안타와 2실점을 기록했지만 7경기에 등판해 승패없이 0.86의 평균자책점으로 투구 내용에 높은 평가받아 1군에 승격되었다.
5월 20일의 한신 타이거스전(한신 고시엔 구장)에서 다나카 마사히로, 가라시마 와타루 이래 구단 역사상 3번째이자 고졸 신인으로서의 프로 데뷔 첫 선발 등판을 했다. 3이닝 3실점을 기록하여 강판했다가(1자책점, 승패는 연결되지 않았음) 개인 최고 속도인 153 km/h를 측정하여 화제가 되었다. 2경기째의 등판이 된 같은 달 27일 야쿠르트전(메이지 진구 야구장)에서 6과 0/3이닝을 던져 1실점에 호투하여 프로 데뷔 첫 승리를 거뒀다. 2경기째 등판에서의 승리는 다나카의 4경기째를 경신하여 구단에서 가장 빠른 기록을 세웠다. 6월 17일 요미우리 자이언츠전(K스타 미야기)에서는 교류전에서 무패를 기록했던 스기우치 도시야와 투수전을 펼쳐 9이닝 1실점에서 프로 데뷔 후 첫 완투승을 따냈다. 고졸 신인 투수로서 요미우리전에서의 첫 등판하여 완투승을 기록한 것은 1987년 곤도 신이치(주니치 드래건스) 이래 25년 만의 일이자 역대 두 번째의 기록이다. 8월 16일의 닛폰햄전(K스타 미야기)에서는 1대 0으로 첫 완봉승을 달성해 고졸 신인이 1대 0에서의 완봉승은 1999년의 마쓰자카 다이스케(세이부) 이래 13년 만이다.

## 플레이 스타일
스리쿼터로부터 최고 속도 153 km/h를 자랑하는 강한 어깨를 가진 투수이다. 컷 패스트볼이나 고속 슬라이더라고 하는 속구와의 완급이 없는 빠른 변화구가 특기였지만 선발 고등학교 야구 대회 당시 첫 경기에서 패한 가코가와키타 고등학교의 에이스 이노우에 마이토가 130 km/h 전후의 스트레이트와 슬로 커브 등 완급을 사용했던 것을 참고로 하여 체인지업이나 슬로 커브 등에서 완급을 사용한 투구를 할 수 있게 되었다.

## 상세 정보

### 출신 학교
- 가나자와 고등학교

### 선수 경력
- 도호쿠 라쿠텐 골든이글스(2012년 ~ 2022년)

### 개인 기록

#### 투수 기록
- 첫 등판·첫 선발 : 2012년 5월 20일, 대 한신 타이거스 2차전(한신 고시엔 구장), 3이닝 3실점(1자책점)으로 승패 없음
- 첫 탈삼진 : 상동, 1회말에 아라이 다카히로로부터 헛스윙 삼진
- 첫 승리·첫 선발 승리 : 2012년 5월 27일, 대 도쿄 야쿠르트 스왈로스 1차전(메이지 진구 야구장), 6과 3이닝 1실점
- 첫 완투 승리 : 2012년 6월 17일, 대 요미우리 자이언츠 4차전(일본제지 클리넥스 스타디움 미야기), 9이닝 1실점(무자책점), 5탈삼진
- 첫 완봉 승리 : 2012년 8월 16일, 대 홋카이도 닛폰햄 파이터스 18차전(일본제지 클리넥스 스타디움 미야기), 5피안타, 7탈삼진, 1사사구
- 첫 홀드 : 2017년 10월 4일, 대 지바 롯데 마린스 23차전(ZOZO 마린 스타디움), 11회말에 5번째 투수로서 구원 등판, 1이닝 무실점

#### 타격 기록
- 첫 안타 : 2012년 6월 10일, 대 요코하마 DeNA 베이스타스 3차전(요코하마 스타디움), 7회초에 미우라 다이스케로부터 좌익 선상 2루타
- 첫 타점 : 2016년 6월 18일, 대 요코하마 DeNA 베이스타스 2차전(요코하마 스타디움), 4회초에 이마나가 쇼타로부터 우익 선상 적시 2루타

### 등번호
- 21(2012년 ~ 2020년)
- 41(2021년 ~ 2022년)

### 연도별 투수 성적
| 연 도       | 소 속       | 등 판 | 선 발 | 완 투 | 완 봉 | 무 4 구 | 승 리 | 패 전 | 세 이 브 | 홀 드 | 승 률 | 타 자 | 이 닝 | 피 안 타 | 피 홈 런 | 볼 넷 | 고 4 | 몸 맞 | 탈 삼 진 | 폭 투 | 보 크 | 실 점 | 자 책 점 | 평 자 책 | W H I P |
| ----------- | ----------- | ----- | ----- | ----- | ----- | ------- | ----- | ----- | -------- | ----- | ----- | ----- | ----- | -------- | -------- | ----- | ---- | ----- | -------- | ----- | ----- | ----- | -------- | -------- | ------- |
| 2012년      | 라쿠텐      | 20    | 19    | 2     | 1     | 0       | 7     | 4     | 0        | 0     | .636  | 501   | 112.1 | 126      | 4        | 38    | 0    | 7     | 77       | 6     | 0     | 48    | 41       | 3.28     | 1.46    |
| 2013년      | 라쿠텐      | 8     | 2     | 0     | 0     | 0       | 1     | 2     | 0        | 0     | .333  | 75    | 13.2  | 24       | 1        | 8     | 0    | 3     | 11       | 1     | 0     | 19    | 19       | 12.51    | 2.34    |
| 2015년      | 라쿠텐      | 4     | 4     | 0     | 0     | 0       | 1     | 1     | 0        | 0     | .500  | 96    | 20.0  | 28       | 4        | 9     | 0    | 0     | 12       | 0     | 1     | 16    | 15       | 6.75     | 1.85    |
| 2016년      | 라쿠텐      | 20    | 20    | 0     | 0     | 0       | 7     | 5     | 0        | 0     | .583  | 510   | 113.0 | 124      | 12       | 50    | 0    | 8     | 77       | 2     | 0     | 56    | 52       | 4.14     | 1.54    |
| 2017년      | 라쿠텐      | 12    | 11    | 0     | 0     | 0       | 4     | 3     | 0        | 1     | .571  | 254   | 56.1  | 67       | 7        | 19    | 0    | 4     | 34       | 4     | 1     | 34    | 31       | 4.95     | 1.53    |
| 2018년      | 라쿠텐      | 12    | 0     | 0     | 0     | 0       | 0     | 0     | 0        | 1     | ----  | 67    | 12.2  | 14       | 1        | 14    | 2    | 2     | 9        | 2     | 0     | 12    | 12       | 8.53     | 2.21    |
| 2019년      | 라쿠텐      | 5     | 5     | 0     | 0     | 0       | 1     | 1     | 0        | 0     | .500  | 102   | 21.2  | 25       | 4        | 12    | 0    | 1     | 15       | 1     | 0     | 13    | 13       | 5.40     | 1.71    |
| 2020년      | 라쿠텐      | 4     | 0     | 0     | 0     | 0       | 0     | 0     | 0        | 0     | ----  | 26    | 3.2   | 9        | 0        | 4     | 0    | 1     | 4        | 0     | 0     | 5     | 4        | 9.82     | 3.55    |
| 2021년      | 라쿠텐      | 1     | 1     | 0     | 0     | 0       | 0     | 0     | 0        | 0     | ----  | 19    | 4.0   | 8        | 1        | 4     | 0    | 1     | 2        | 0     | 0     | 5     | 5        | 11.25    | 2.25    |
| 2022년      | 라쿠텐      | 2     | 2     | 0     | 0     | 0       | 0     | 0     | 0        | 0     | ----  | 29    | 6.0   | 10       | 0        | 3     | 0    | 0     | 2        | 0     | 0     | 4     | 4        | 6.00     | 2.17    |
| 통산 : 10년 | 통산 : 10년 | 88    | 64    | 2     | 1     | 0       | 21    | 16    | 0        | 2     | .568  | 1679  | 363.1 | 435      | 34       | 158   | 2    | 26    | 243      | 16    | 2     | 212   | 196      | 4.86     | 1.63    |

### 연도별 수비 성적
| 연도 | 소속   | 투수  | 투수  | 투수  | 투수  | 투수  | 투수     |
| 연도 | 소속   | 경 기 | 척 살 | 보 살 | 실 책 | 병 살 | 수 비 율 |
| ---- | ------ | ----- | ----- | ----- | ----- | ----- | -------- |
| 2012 | 라쿠텐 | 20    | 6     | 15    | 0     | 1     | 1.000    |
| 2013 | 라쿠텐 | 7     | 0     | 2     | 0     | 0     | 1.000    |
| 2015 | 라쿠텐 | 4     | 2     | 6     | 0     | 0     | 1.000    |
| 2016 | 라쿠텐 | 20    | 4     | 23    | 1     | 0     | .964     |
| 2017 | 라쿠텐 | 12    | 1     | 17    | 2     | 1     | .900     |
| 2018 | 라쿠텐 | 12    | 0     | 5     | 0     | 0     | 1.000    |
| 2019 | 라쿠텐 | 5     | 0     | 4     | 0     | 0     | 1.000    |
| 2020 | 라쿠텐 | 4     | 0     | 0     | 0     | 0     | ----     |
| 2021 | 라쿠텐 | 1     | 1     | 1     | 0     | 0     | 1.000    |
| 2022 | 라쿠텐 | 2     | 0     | 2     | 0     | 0     | 1.000    |
| 통산 | 통산   | 88    | 14    | 75    | 3     | 2     | .967     |